# داک هیل (میسیسیپی)
داک هیل (به انگلیسی: Duck Hill) شهرکی در ایالت میسیسیپی کشور ایالات متحده آمریکا است که جمعیت آن در سرشماری سال ۲۰۱۰ میلادی، ۷۳۲
نفر بوده‌است.